# Prîvitne, Sakî
Prîvitne (în ucraineană Привітне) este un sat în comuna Ștormove din raionul Sakî, Republica Autonomă Crimeea, Ucraina.

## Demografie
Componența lingvistică a localității Prîvitne
     Rusă (62,92%)
     Tătară crimeeană (20,04%)
     Ucraineană (15,54%)
     Alte limbi (0,37%)
Conform recensământului din 2001, majoritatea populației localității Prîvitne era vorbitoare de rusă (62,92%), existând în minoritate și vorbitori de tătară crimeeană (20,04%), ucraineană (15,54%) și armeană (1,12%).